# Terek (fiume)
Il Terek (in russo Терек?; in georgiano თერგი?, Tergi; in osseto e in ceceno Терк, Terk; in inguscio Тийрк?, Tijrk; in cabardo Тэрч, Tèrč; in caraciai-balcaro Терк суу, Terk suu; in cumucco Терек-сув, Terek-suv) è un fiume del Caucaso, di cui drena una parte del versante nordorientale.

## Geografia
Il Terek ha origine da un ghiacciaio del Gran Caucaso che si trova nei pressi del monte Kazbek nella Georgia settentrionale. Scorre inizialmente verso nord e passando per lo stretto di Dariel giunge in Russia; dopo aver attraversato la capitale dell'Ossezia settentrionale, Vladikavkaz, si volge verso est, attraversando la Cecenia ed il Daghestan. Qui si divide in due rami che sfociano entrambi nel Mar Caspio. Vicino a Kizljar forma una paludosa foce a delta che si estende su un fronte di circa 100 chilometri e copre circa 4.000 km². I maggiori affluenti del Terek sono Sunža, Gizel'don, Ardon, Uruch, Malka e Kambileevka.
Con circa 600 chilometri di lunghezza il Terek è uno dei maggiori fiumi del Caucaso. Il corso inferiore del fiume viene sfruttato per l'irrigazione, mentre il corso superiore viene interrotto da diverse centrali idroelettriche. 
Il compositore russo Sergej Michajlovič Ljapunov ha composto uno studio musicale dedicato al fiume Terek, facente parte dei 12 studi d'esecuzione trascendentale Op. 11 da lui scritti.